# マリオパーティ10
『マリオパーティ10』（MARIO PARTY 10）は、エヌディーキューブとシーエイプロダクションが開発、任天堂から2015年に発売されたWii U専用ソフトで日本では同年3月12日に、アメリカ・ヨーロッパでは同年3月20日に発売。

## 概要
マリオパーティシリーズの一作品であり、家庭用向けのシリーズでは通算13作品目となる。開発は、前作『マリオパーティ9』『マリオパーティ アイランドツアー』に引き続き、エヌディーキューブが担当。本作はパッケージ版、ダウンロード版のほかに、パッケージ版にマリオ（スーパーマリオシリーズ）のamiiboが1体付属した『マリオパーティ10 amiiboセット』の3種類が発売された。
本作では、1 - 4人でボードゲームやミニゲームで対戦する定番の「マリオパーティ」モードのほか、5人目のプレイヤーとしてクッパがゲームに参加しクッパ軍団とマリオチーム（4人）で対戦する「クッパパーティ」モード、amiiboをタッチすると遊べるようになる「amiiboパーティ」の、3つの異なるルールのボードゲームが搭載されている。このほか、いろいろなゲームを楽しめる「バラエティゲーム」や、ゲームをプレイしてたまったポイントと引き換えに色々なおまけ要素を入手したりマリオたちと写真撮影ができる「キノピオルーム」など、さまざまなモードが収録されている。ミニゲームは70種類以上の新作が収録されており、Wiiリモコンやゲームパッドの機能を利用してプレイするミニゲームが収録されている。一部の効果音は『スーパーマリオ 3Dワールド』のものを流用している。
また、Miiverseの投稿機能に対応しており、ゲーム中のロード画面でMiiverseに投稿されたメッセージが表示されるほか、「キノピオルーム」で撮影した写真をMiiverseに投稿することが可能。据え置き機のマリオパーティでは初めて、ゲーム内に明確なストーリーが存在しない。

## ゲームモード
クッパパーティ
GamePadで操作するクッパのプレイヤーと、Wiiリモコンで操作するマリオチームのプレイヤー4人とに分かれてボードゲームやミニゲームで対戦する1 - 5人用のモード。また、このモード専用の「クッパミニゲーム」を自由に遊べる「フリープレイ」もある。
マリオパーティ
1 - 4人でボードゲームやミニゲームで対戦するモード。ボードゲームでは『マリオパーティ9』と同様にプレイヤー全員が1台の乗り物に乗ってステージを進み、ゴールするまでにそれぞれのプレイヤーが集めた「リトルスター」の数で順位を競う。また、好きなミニゲームを自由に遊べる「フリープレイ」や、ルーレットで選ばれたミニゲームで対戦し得点数を競う「ポイントバトル」もある。
amiiboパーティ
モードに対応したamiiboをゲームパッドにタッチすることでプレイできるようになるモード。amiiboをボードゲームのコマとして使用し、このモード専用のボードマップで最大4人で対戦する。使用できるamiiboはマリオシリーズのキャラクターのみで、対応するamiiboが1体でもあれば、4人まで参加して対戦プレイが可能。また、ゲーム開始前にタッチしたamiiboの種類やゲーム中に入手した「マップアイテム」をつかうことで、ボードマップの種類やエリアの組み合わせを自由に変更することができる。ボードゲームのルールは『マリオパーティ8』および『マリオパーティDS』までの旧作のシリーズに近い内容。
amiiboタッチボーナス
1つのamiiboごとに1日1回ゲームパッドにタッチすることで「マリパポイント」が手に入る「ボーナススクラッチ」に挑戦したり、ゲーム内で使用できるamiiboの「きせかえだいざ」をもらえるモード。
バラエティゲーム
このモード専用のミニゲームや、「トーナメントバトル」「クッパチャレンジ」などの色々なゲームをプレイできる。
キノピオルーム
ゲームをあそぶともらえる「マリパポイント」を使って色々なおまけ要素を入手したり、マリオキャラを使った写真撮影、ゲーム中のBGMやスタッフクレジットの鑑賞などができる。

## 登場キャラクター

### プレイヤー
- マリオ
- ルイージ
- ピーチ
- キノピオ
- ヨッシー
- ワリオ
- ワルイージ
- デイジー
- ドンキーコング
プレイヤーとしては『マリオパーティ4』以来約13年ぶりの登場。
- ロゼッタ
プレイヤーとしてはシリーズ初登場。『マリオパーティ アイランドツアー』ではボードマップ「ロケットレースギャラクシー」でガイドとして登場していた。
- キノピコ
隠しキャラクター。プレイヤーとしては『マリオパーティ8』以来約8年ぶりの登場。
- ガボン
隠しキャラクター。プレイヤーとしてはシリーズ初登場。『マリオパーティ9』ではボスキャラクターとして巨大化した状態で登場していた。
- クッパ
「クッパパーティ」モードおよび「amiiboパーティ」モードでプレイヤーとして使用可能で、主にゲームパッドで操作をする。メインモードでプレイヤーとしてクッパを操作できるのは今作がシリーズ初。「マリオパーティ」モードでは、過去作と同様にプレイヤーを邪魔するキャラクターとして登場する。また「amiiboパーティ」でクッパのプレイヤーが「クッパマス」に止まった場合は「ハプニングマス」と同様の効果が発生する。

### 「amiiboパーティ」のキャラクター専用BGM
「amiiboパーティ」でamiiboとして使用できるキャラクターは、マップでそのキャラクターの手番になったときのみ、そのキャラクターにちなんだ作品のアレンジBGMが使用される。現在判明しているものは以下の通り。
- マリオ  -『スーパーマリオブラザーズ』（FC）地上BGM
- ルイージ　-『ルイージマンション』（GC）メインテーマ
- ピーチ - 『スーパーマリオ64』（N64）ピーチのお城
- キノピオ - 『スーパーマリオブラザーズ3』（FC）、『New スーパーマリオブラザーズ2』（3DS）及び『スーパーマリオ 3Dワールド』（Wii U）キノピオの家BGM
- ドンキーコング - 『マリオvs.ドンキーコング』シリーズ メインテーマ
- ロゼッタ - 『スーパーマリオギャラクシー』（Wii）天文台のロゼッタ
- ワリオ - 『ワリオランドシェイク』（Wii）アヤヤンいせきBGM
- クッパ - 『スーパーマリオ64』（N64）クッパのテーマ

### ガイド・その他
- あおキノピオ
「マリオパーティ」や、「クッパパーティ」のマリオチーム側のガイドを担当する。
- クッパJr.
「クッパJr.マス」に止まると登場し、プレイヤーに色々なイタズラをする。また「クッパパーティ」のクッパ側プレイヤーのガイドを担当する。
- きいろキノピオ
「マリオパーティ」の「ハラハラキャッスル」でゲームパッドの画面に閉じ込められている。「クッパパーティ」では各ステージ中間の砦に閉じこめられており、バッタンを倒して救出するとマリオチーム全員にハートをくれる。
- バッタン
「クッパパーティ」で、各ステージの中間にある砦の番人として登場。
- トッテン
「クッパパーティ」で、クッパサイコロ-1マスに止まった時に登場し、クッパのサイコロを奪ってくれる。

## ボードゲーム

### ルール
「クッパパーティ」のルール
最初にマリオチーム全員が「ハート（体力）」を6個ずつ持ち、全員で1台の乗り物に乗ってゲームが開始する。
マリオチームはひとりずつ順番にサイコロをふって乗り物を進めていき、止まったマスによってイベントが発生する。マリオチーム全員の行動が1回ずつ終わるとクッパのターンとなり、クッパのプレイヤーは基本的にサイコロを4個ふって出た目の合計の数だけステージを進む。なお、クッパはサイコロをふって出た目の合計がマリオチームの位置まで届かない数だった場合は、1ターンに一度だけサイコロをふりなおすことができる。ふりなおした場合、そのターンの1回目のサイコロの出目はキャンセルされる。また、ハラハラキャッスルのラストスパート後以外のクッパのターンの初めにたまにクッパJr.がサイコロを持ってきて、そのターンに限りクッパサイコロの数を+1することがある。
クッパがマリオチームに追い付く、またはバックマス等で数マス後退するマリオチームがクッパがいるマスに飛ぶと「クッパミニゲーム」が発生する。順番とサイコロの出目次第ではクッパ側がサイコロを振るまでもなく連続でミニゲームが発生する。クッパミニゲームでクッパの攻撃に当たったプレイヤーは持っているハートが減り、ハートが0になったプレイヤーはリタイアとなり乗り物から降ろされる。
ハートの削り方はクッパミニゲームがメインで他にもマップやクッパJrマスのイベントで減らすことができるが、イベント関係は小数点切り上げになるのでイベントでハートを0にしてリタイアさせることができない。そのため、最終的にはクッパミニゲームでトドメを刺さないといけない。
クッパのプレイヤーはマリオチームを全員リタイアさせて乗り物から降ろすと勝ちとなり（クッパが勝つと笑ってから牙を振りかざして雄叫びを上げた後、スーパースターを手に入れる場面も見られ、最終的に『ゴールまで○マスでリタイア!』とテロップが表示される）、マリオチームはゴール地点にたどりつき、クッパJr.たちが隠し持っているスーパースターを奪うか三回ゴールにたどり着けば勝ちとなる（クッパが負けると怒って左足を踏む場面も見られる）。
マリオチームがゴールにたどり着いてもクッパJr.と部下二人が登場し、クッパは三人の内、誰かにスターを託すことができる。外させることができればマリオチームを数マス戻させることができる。
ただし、一回外すと部下二人、または部下とクッパJr.の組み合わせとなり、スターを託せる相手が一人減るため、50%の確率で当てられてしまう。
さらにもう一回外した場合、部下かクッパJr.のみとなり、その時にマリオチームがゴールに到達するとマリオチームの勝利が確定するため、マリオチームはクッパミニゲームを生き残る実力があれば勝てる可能性が高い。
反対にクッパ側は遅くても3回ゴールに到達される前にマリオチームを全滅させないといけない。ただし、マリオチーム側の状況とクッパミニゲーム次第では結果問わずにクッパ側の敗北が確定することがある。
マスに止まったときの効果はマリオチーム側にのみ発生する。また、リタイアしたプレイヤーのターンになると「アイテムサイコロ」を1つ入手でき、生き残っているチームの仲間に贈ることができる。さらに、生き残っているプレイヤーがマスの効果などでプレイヤー全員のハートを回復した場合、リタイアしていたプレイヤーのハートも同様に回復し、乗り物に復帰することができる（シャボンで運ばれる）。
クッパ側は一定の条件を満たすとクッパいかりモードに移行する。この状態で追いつくといかりモード限定のミニゲームに変わる（この時、クッパが牙を振りかざす姿も見られる）。いかりモード時のミニゲームはほとんどがマリオチーム側のハートを一気に削る事が可能な物となっている。
いかりモード変動の条件は大まかに「サイコロを振ってマリオ側に追いつけなかった」「クッパミニゲームでチーム側のハートを大きく削れなかった」でいかりモードに移行し、逆にチーム全体のハートを非常に大きく削るなどでいかりモードが終了する。チーム側が残り1人かつ、残りハートが少ない時はいかりモードには移行しない。
マリオチームに人間のプレイヤーとCPUが共にいる場合、ゴール地点のイベントや「ドキドキオーシャン」のタツノンくじなどのイベントでは必ず人間のプレイヤーに選択権が与えられる。
順番の仕様で、ハラハラキャッスルのラストスパートを除き、マリオチーム側は人数が少なくなるとサイコロを振れる回数が減るため、クッパに追いつかれる可能性が増えて不利になる。
「マリオパーティ」のルール
最初にルーレットで行動する順番を決めた後、各プレイヤーに「リトルスター」が5個ずつ支給され、全員で1台の乗り物に乗ってゲームが開始する。
1人ずつ順番にサイコロを振って乗り物を進めていき、ステージ上のイベントやミニゲームで「リトルスター」を誰よりも多く集めていく。ステージの中間地点とゴール地点では「ボスバトルゲーム」が発生し、ミニゲームやボスバトルゲームで上位になるとリトルスターを多く獲得できる。
ステージ終盤に設置されている「ラストスパート」の地点に来ると、現在最下位のプレイヤーに「ゆっくりサイコロ」が1つ与えられる（「ハラハラキャッスル」のみ、プレイヤー全員がそれぞれスロットで決定したアイテムサイコロを1つずつ入手できる）。
ゴール地点でボスバトルゲームが終わると結果発表となり、「ボーナススター」が2種類発表される。ボーナススターを受賞したプレイヤーはリトルスターを10個ずつ入手でき、最後にリトルスターを一番多く持っていたプレイヤーがスーパースター（優勝者）となる。
「ハラハラキャッスル」以外のステージではゲームパッドの画面にクッパが閉じ込められている。移動するときにふるサイコロの出た目によってゲームパッドの画面の鍵が外れていき、「1」～「6」の全ての数字の鍵が外れるとクッパが解放されゲーム画面に降臨してしまう。
解放されたクッパは「まずは貴様のリトルスターをいただくぞ！」で最後の鍵を外したプレイヤーからリトルスターを半分奪い、さらに大量の炎をばらまいてステージ上に「クッパマス」を設置する。ラストスパートポイントに来た時点でクッパが解放されていない場合はクッパはゲームパッドに完全に封印される。その代わりクッパJr.が父であるクッパを封印されたことに怒りをあらわにし「クッパJr.マス」をステージ上に設置する妨害をしてくる（「ハラハラキャッスル」の場合、その逆でキノピオが閉じ込められており、「1」～「6」のすべての数字の鍵を外すことができれば、キノピオは解放され、最後の鍵を開けたプレイヤーにリトルスターを20個プレゼントするが、逆にラストスパートに来た時点でキノピオが開放されていない場合はキノピオはゲームパッドに完全に封印されてしまう）。
「amiiboパーティ」のルール
最初に各プレイヤーがサイコロをたたいて出た目の大きさで行動する順番を決めた後、各プレイヤーに20コインずつ支給されゲームが開始する。
ひとりずつ順番にサイコロをふって、出た目だけ1本道のステージを時計回りに各自のコマを進めていき、ステージのどこかに配置されているスターマスをめざす。スターマスを通過するときにコイン20枚を払うと「スター」を1つ入手でき、誰かがスターマスでスターを入手すると別の場所にスターマスが移動する。
全員が1回ずつ行動すると1ターン終了となる。2ターン目以降は毎ターン開始時にミニゲームで対戦し、その順位に応じた数のコインを獲得できる。10ターン終了時に一番多くスターを持っているプレイヤー（スターが同数のプレイヤーがいる場合は、持っているコインの数が多い方）が優勝者となる。
amiiboをつかうプレイヤーのみ、事前にamiiboに設定しておいたアイテムの能力をゲーム中に1回だけ使用できる。また、誰かがスターマスでスターを入手するとステージ上のどこかにアイテムが出現し、amiiboのプレイヤーがアイテムのもとにたどり着くと、それを入手できる。

### サイコロ
各ボードゲームではサイコロを使用してステージを移動する。「ノーマルサイコロ」以外は「アイテムサイコロ」と呼ばれるもので、それらは主に「サイコロマス」に止まったときや、ステージ上の「キノピオハウス」を通過したとき（「マリオパーティ」のみ）に入手できる。アイテムサイコロは一度つかうと無くなり、「マリオパーティ」「amiiboパーティ」ではひとり2個まで持つことができ、「クッパパーティ」ではマリオチーム全員で3個まで共有して持つことができる。また、モードによって出現するアイテムサイコロの種類が異なる。

## ミニゲーム
「マリオパーティ」では「ミニゲームマス」に止まるか手番終了時にミニゲームボックスが出現するとミニゲームが発生する。最初に、プレイするジャンルとミニゲームをルーレットで決定し、ミニゲーム終了後「みんなでミニゲーム」では順位に応じた数のリトルスターを獲得でき、「2vs2ミニゲーム」「1vs3（1vs2）ミニゲーム」では勝ったチームがリトルスターを獲得できる。また「バトルミニゲーム」が発生した場合は最初に各プレイヤーからリトルスターが一定数回収され、ミニゲーム終了後に順位に応じて分配される。
「amiiboパーティ」では2ターン目以降ターン開始時にミニゲームが発生する。直前のターンで各プレイヤーが止まっていたマスの色に応じて発生するミニゲームのジャンルやチーム分けが決められ、ルーレットでプレイするミニゲームが決定される。ミニゲーム終了後「みんなでミニゲーム」では順位に応じた数のコインを獲得でき、「2vs2ミニゲーム」「1vs3（1vs2）ミニゲーム」では勝ったチームがコインを獲得できる。なお、クッパのamiiboで参加しているプレイヤーがいる場合は発生するミニゲームは必ず「クッパミニゲーム」となり、クッパのプレイヤー対残りのプレイヤーチームにわかれて対戦する。この場合のクッパミニゲームでは、クッパのプレイヤーが相手全員のハート（体力）をゼロにして倒すとクッパの勝利、誰か1人でも生き残るとチーム側全員の勝利となり、勝った方のみコインを獲得できる。